# Distrito de Sulęcin
Sulęcin (polaco: powiat sulęciński) es un distrito (powiat) del voivodato de Lubusz (Polonia). Fue constituido el 1 de enero de 1999 como resultado de la reforma del gobierno local de Polonia aprobada el año anterior. Limita con otros cinco distritos de Lubusz: al norte con Gorzów, al este con Międzyrzecz y Świebodzin, al sur con Krosno Odrzańskie y al oeste con Słubice; y está dividido en cinco municipios (gmina): tres urbano-rurales (Lubniewice, Sulęcin y Torzym) y dos rurales (Krzeszyce y Słońsk). En 2011, según la Oficina Central de Estadística polaca, el distrito tenía una superficie de 1177,8 km² y una población de 35 409 habitantes.